# (34425) 2000 SP22
2000 SP22 (asteroide 34425) é um asteroide da cintura principal. Possui uma excentricidade de 0.21270440 e uma inclinação de 8.05545º.
Este asteroide foi descoberto no dia 20 de setembro de 2000 por NEAT em Haleakala.